# Filmfare Awards (1978)
25-я церемония награждения Filmfare Awards прошла в городе Бомбей 1 июня 1978 года. На ней были отмечены лучшие киноработы на хинди, вышедшие в прокат до конца 1977 года.

## Список лауреатов и номинантов

### Основные премии
| Категории                         | Фото лауреатов           | Лауреаты и номинанты                                                                 | Фильмы                                                | Роли                                                  |
| --------------------------------- | ------------------------ | ------------------------------------------------------------------------------------ | ----------------------------------------------------- | ----------------------------------------------------- |
| Лучший фильм                      | Лучший фильм             | • «Амар, Акбар, Антони» (реж. и прод. Манмохан Десаи)                                | • «Амар, Акбар, Антони» (реж. и прод. Манмохан Десаи) | • «Амар, Акбар, Антони» (реж. и прод. Манмохан Десаи) |
| Лучший фильм                      | Лучший фильм             | • «Трудная роль» (реж. Шьям Бенегал, прод. Лалит М. Биджлани и Френи Вариава)        |                                                       |                                                       |
| Лучший фильм                      | Лучший фильм             | • «Gharaonda» (реж. и прод. Бхимсайн Кхурана)                                        |                                                       |                                                       |
| Лучший фильм                      | Лучший фильм             | • «Manthan» (реж. Шьям Бенегал, прод. комп. Gujarat Milk Co-Op Marketing Federation) |                                                       |                                                       |
| Лучший фильм                      | Лучший фильм             | • «Хозяин» (реж. Басу Чаттерджи, прод. Джая Чакраварти)                              |                                                       |                                                       |
| Лучшая режиссёрская работа        |                          | • Асрани                                                                             | «Chala Murari Hero Banne»                             | «Chala Murari Hero Banne»                             |
| Лучшая режиссёрская работа        | • Басу Чаттерджи         | «Хозяин»                                                                             | «Хозяин»                                              |                                                       |
| Лучшая режиссёрская работа        | • Бхимсайн Кхурана       | «Gharaonda»                                                                          | «Gharaonda»                                           |                                                       |
| Лучшая режиссёрская работа        | • Гульзар                | «Два берега»                                                                         | «Два берега»                                          |                                                       |
| Лучшая режиссёрская работа        | • Манмохан Десаи         | «Амар, Акбар, Антони»                                                                | «Амар, Акбар, Антони»                                 |                                                       |
| Лучшая мужская роль               |                          | • Амитабх Баччан                                                                     | «Правосудие»                                          | Тхакур Дхарам Чанд, его сын Раджу                     |
| Лучшая мужская роль               | • Амитабх Баччан         | «Амар, Акбар, Антони»                                                                | Энтони Гонсалвес                                      |                                                       |
| Лучшая мужская роль               | • Санджив Кумар          | «Yehi Hai Zindagi»                                                                   | Ананд Нараян                                          |                                                       |
| Лучшая мужская роль               | • Санджив Кумар          | «Жизнь»                                                                              | Радху Шукла                                           |                                                       |
| Лучшая мужская роль               | • Винод Кханна           | «Доверие»                                                                            | Винод Джоши                                           |                                                       |
| Лучшая женская роль               |                          | • Хема Малини                                                                        | «Два берега»                                          | Арти Саньял                                           |
| Лучшая женская роль               | • Ракхи                  | «В тени прошлого»                                                                    | Ниша                                                  |                                                       |
| Лучшая женская роль               | • Смита Патиль           | «Трудная роль»                                                                       | актриса Уша Далви                                     |                                                       |
| Лучшая женская роль               | • Шабана Азми            | «Хозяин»                                                                             | Саудамини                                             |                                                       |
| Лучшая женская роль               | • Зарина Вахаб           | «Gharaonda»                                                                          | Чхая                                                  |                                                       |
| Лучшая мужская роль второго плана |                          | • Шрирам Лагу                                                                        | «Gharaonda»                                           | мистер Моди                                           |
| Лучшая мужская роль второго плана | • Шрирам Лагу            | «Два берега»                                                                         | дядя Индера                                           |                                                       |
| Лучшая мужская роль второго плана | • Тарик                  | «Мы не хуже других»                                                                  | Санджай Кумар                                         |                                                       |
| Лучшая мужская роль второго плана | • Викрам                 | «Aadmi Sadak Ka»                                                                     | Чандрамохан «Чандер» Нат                              |                                                       |
| Лучшая мужская роль второго плана | • Винод Мехра            | «Anurodh»                                                                            | Шрикант Матхур                                        |                                                       |
| Лучшая женская роль второго плана |                          | • Аруна Ирани                                                                        | «Цена дружбы»                                         | Шантимохан Шарма / Шанти Деви                         |
| Лучшая женская роль второго плана | • Аша Сачдев             | «Priyatama»                                                                          | подруга Долли                                         |                                                       |
| Лучшая женская роль второго плана | • Фарида Джалал          | «Доверие»                                                                            | миссис Субраманиам                                    |                                                       |
| Лучшая женская роль второго плана | • Назнин                 | «Dildaar»                                                                            | Парвати                                               |                                                       |
| Лучшая женская роль второго плана | • Ракхи Гульзар          | «В тени прошлого»                                                                    | Ниша                                                  |                                                       |
| Лучшее исполнение комической роли |                          | • Девен Варма                                                                        | «В тени прошлого»                                     | дядя Тимси                                            |
| Лучшее исполнение комической роли | • Кешто Мукхерджи        | «Chacha Bhatija»                                                                     | Кешто                                                 |                                                       |
| Лучшее исполнение комической роли | • Маник Датт             | «Safed Jhoot»                                                                        |                                                       |                                                       |
| Лучшее исполнение комической роли | • Мукри                  | «Tyaag»                                                                              | Мангал Дада                                           |                                                       |
| Лучшее исполнение комической роли | • Пайнтал                | «Chala Murari Hero Banne»                                                            | Питер                                                 |                                                       |
| Лучший сюжет                      |                          | • Асрани                                                                             | «Chala Murari Hero Banne»                             | «Chala Murari Hero Banne»                             |
| Лучший сюжет                      | • Бхусан Бангали         | «Два берега»                                                                         | «Два берега»                                          |                                                       |
| Лучший сюжет                      | • Шанкар Шеш             | «Gharaonda»                                                                          | «Gharaonda»                                           |                                                       |
| Лучший сюжет                      | • Раджу Сайгал           | «В тени прошлого»                                                                    | «В тени прошлого»                                     |                                                       |
| Лучший сюжет                      | • Шарат Чандра Чаттерджи | «Хозяин»                                                                             | «Хозяин»                                              |                                                       |

### Музыкальные премии
| Категории                       | Фото лауреатов        | Лауреаты и номинанты  | Фильмы                  | Песни                     |
| ------------------------------- | --------------------- | --------------------- | ----------------------- | ------------------------- |
| Лучшая музыка к песне           |                       | • Джайдев             | «Alaap»                 | «Alaap»                   |
| Лучшая музыка к песне           | • Лаксмикант-Пьярелал | «Амар, Акбар, Антони» | «Амар, Акбар, Антони»   |                           |
| Лучшая музыка к песне           | • Р. Д. Бурман        | «Мы не хуже других»   | «Мы не хуже других»     |                           |
| Лучшая музыка к песне           | • Р. Д. Бурман        | «Два берега»          | «Два берега»            |                           |
| Лучшая музыка к песне           | • Раджеш Рошан        | «Хозяин»              | «Хозяин»                |                           |
| Лучшие слова к песне            |                       | • Ананд Бакши         | «Амар, Акбар, Антони»   | «Parda Hai Parda»         |
| Лучшие слова к песне            | • Гульзар             | «Два берега»          | «Naam Gum Jayebga»      |                           |
| Лучшие слова к песне            | • Гульзар             | «Gharaonda»           | «Do Deewane Saher Mein» |                           |
| Лучшие слова к песне            | • Маджрух Султанпури  | «Мы не хуже других»   | «Kya Hua Tera Vada»     |                           |
| Лучшие слова к песне            | • Прити Сагар         | «Manthan»             | «Mera Gaon Kadhapane»   |                           |
| Лучший мужской закадровый вокал |                       | • Кишор Кумар         | «Anurodh»               | «Aap Ke Anurodh»          |
| Лучший мужской закадровый вокал | • Мохаммед Рафи       | «Амар, Акбар, Антони» | «Parda Hai Parda»       |                           |
| Лучший мужской закадровый вокал | • Мохаммед Рафи       | «Мы не хуже других»   | «Kya Hua Tera Vada»     |                           |
| Лучший мужской закадровый вокал | • Мукеш               | «Избавление»          | «Suhaani Chandni»       |                           |
| Лучший мужской закадровый вокал | • К. Дж. Йесудас      | «Хозяин» / «Господин» | «Aye Na Balam»          |                           |
| Лучший женский закадровый вокал |                       | • Аша Бхосле          | «Taxi Taxie»            | «Layee Kahan Hai Zindagi» |
| Лучший женский закадровый вокал | • Прити Сагар         | «Manthan»             | «Mera Gaon Kadhapane»   |                           |
| Лучший женский закадровый вокал | • Сушма Шрестха       | «Мы не хуже других»   | «Kya Hua Tera Vada»     |                           |
| Лучший женский закадровый вокал | • Уша Мангешкар       | «Похищение ребенка»   | «Mangta Hai To Aaja»    |                           |

### Премии критиков
| Категории                   | Фильмы-лауреаты                                          |
| --------------------------- | -------------------------------------------------------- |
| Лучший художественный фильм | • «Шахматисты» (реж. Сатьяджит Рай, прод. Суреш Джиндал) |
| Лучший документальный фильм | • «Transformations» (реж. Зафар Хай)                     |

### Технические премии
| Категории                            | Лауреаты                                          | Фильмы                          |
| ------------------------------------ | ------------------------------------------------- | ------------------------------- |
| Лучший диалог                        | • Враджендра Гаур                                 | «Dulhan Wahi Jo Piya Man Bhaye» |
| Лучший сценарий                      | • Лекх Тандон, Враджендра Гаур, Мадхсудан Калекар | «Dulhan Wahi Jo Piya Man Bhaye» |
| Лучший монтаж                        | • Камлакар Каркханис                              | «Амар, Акбар, Антони»           |
| Лучшая операторская работа           | • Мунир Хан                                       | «Мы не хуже других»             |
| Лучшая работа художника-постановщика | • Шанти Дас                                       | «Мы не хуже других»             |
| Лучший звук                          | • Диншоу Биллимория                               | «Agent Vinod»                   |

## Наибольшее количество номинаций и побед
- «Амар, Акбар, Антони» – 7 (3)
- «Мы не хуже других» – 7 (3)
- «Хозяин» – 6 (3)
- «Gharaonda» – 6 (2)
- «Два берега» – 6 (0)